# Ron French
Ron French est un producteur, directeur de production et assistant réalisateur canadien. Ses productions notables sont les séries télévisées Defying Gravity, Battlestar Galactica et Stargate SG-1. En 2009, il a fondé sa propre société de production et de distribution, Unity Pictures Group, au sein de laquelle il a réalisé ses derniers projets.

## Filmographie

### En tant que producteur
- 2014 : Wayward Pines
- 2013 : Retour à Cedar Cove (Cedar Cove)
- 2011-2013 : The Killing
- 2013 : Intuition maternelle
- 2012 : 12 ans sans ma fille
- 2010 : 16 vœux
- 2010 : Tempête de météorites
- 2009 : Battlestar Galactica: The Plan
- 2009 : Defying Gravity
- 2009 : Stargate SG-1 : Enfants des dieux
- 2004-2007 : Battlestar Galactica
- 2008-2009 : Battlestar Galactica: The Face of the Enemy
- 2008 : Slap Shot 3: The Junior League
- 2007 : Battlestar Galactica: Razor
- 2007 : Battlestar Galactica: Razor (Flashbacks)
- 2006 : Underfunded
- 2003 : Battlestar Galactica
- 2002 : That Was Then
- 2002 : Chien de flic 3
- 2002 : La Castagne 2 (Slap Shot 2: Breaking the Ice)
- 2000 : Dark Angel
- 1999 : Cold Feet
- 1999 : Strange World
- 1997 : Stargate SG-1
- 1995 : A Dream Is a Wish Your Heart Makes: The Annette Funicello Story
- 1994-1995 : L'As de la crime
- 1993 : 1994 Baker Street: Sherlock Holmes Returns

### En tant que directeur de production
- 2009 : Stargate SG-1 : Enfants des dieux
- 2007 : Bionic Woman
- 2004-2006 : Battlestar Galactica
- 2003 : Battlestar Galactica
- 2003 : Peacemakers
- 2001 : 13 fantômes
- 2001 : Dodson's Journey
- 2000 : Dark Angel
- 1999 : The Wonder Cabinet
- 1999 : Cold Feet
- 1999 : Strange World
- 1997-1999 : X-Files : Aux frontières du réel
- 1997 : Stargate SG-1
- 1997 : La fugue
- 1997 : Sous le voile de l'innocence
- 1996 : Soupçons sur un champion
- 1996 : Venus d'ailleurs
- 1996 : Drôle de chance
- 1995 : A Dream Is a Wish Your Heart Makes: The Annette Funicello Story
- 1991-1995 : L'As de la crime
- 1993 : 1994 Baker Street: Sherlock Holmes Returns

### En tant qu'assistant réalisateur
- 1992 : Home Movie
- 1990 : Broken Badges
- 1990 : 21 Jump Street
- 1988-1990 : Un flic dans la mafia
- 1989 : Les Experts
- 1987 : Stingray
- 1987 : Really Weird Tales
- 1986 : Philip Marlowe, détective privé
- 1985 : Le bonheur au bout du chemin
- 1983 : 20 Minute Workout